# Срімангал (упазіла)
Сріманга́л (бенг. শ্রীমঙ্গল, англ. Sreemangal) — одна з 6 упазіл зіли Маулвібазар регіону Сілхет Бангладеш, розташована на південному заході зіли.
Населення — 278 232 особи (2008; 230 889 в 1991).

## Адміністративний поділ
До складу упазіли входять 9 вардів:
| Зіла                  | Площа, км² | Населення, осіб (2008) |
| --------------------- | ---------- | ---------------------- |
| Ашідрон               | -          | 36980                  |
| Бхунабір              | -          | 30312                  |
| Калапур               | -          | 32238                  |
| Калігхат              | -          | 22095                  |
| Мірзапур              | -          | 23944                  |
| Раджгхат              | -          | 27045                  |
| Сатгоан               | -          | 11965                  |
| Сіндуркхан            | -          | 30194                  |
| Срімангал             | -          | 63459                  |
| * Срімангал-Паурашава | -          | 19418                  |